# 아가타역
아가타역(일본어: 県駅)은 일본 도치기현 아시카가시에 있는 역이다. 역 번호는 TI 12이다.

## 승강장
섬식 승강장 1면 2선의 지상역이다. 역사는 선로 남쪽에 있고 승강장은 과선교에서 연결된다.
역무원이 배치되지 않은 무인역이며, 예전에는 승차권은 역전 자전거 보관소에서 판매하고 있었지만, 2014년의 소비세 증세에 따른 운임 개정과 함께 폐지되었다. 역에 내장된 승하차 역증을 발권하고 도착역 청산 시스템으로 바뀌었다.
PASMO 간이 개찰기가 설치되어 있다. 화장실은 역사 쪽에 있다.

### 타는 곳
| 번호 | 노선        | 방향 | 행선                                                                             |
| ---- | ----------- | ---- | -------------------------------------------------------------------------------- |
| 1    | 이세사키 선 | 하행 | 아시카가시・오타 방면                                                            |
| 2    | 이세사키 선 | 상행 | 다테바야시・구키・ 도부 스카이트리 라인 기타센주・도쿄 스카이트리・아사쿠사 방면 |

## 역 주변
역 주변은 전원 지대로 몇 채의 민가가 산재할 뿐이다. 역전에는 아가타에키미나미 산업단지(18.4ha) 조성 공사가 실시되고 있다.
- 도치기 현립 아시카가미나미 고등학교
- 아시카가 시립 쓰쿠바 초등학교
- 아시카가 시 쓰쿠바 공민관
- 아시카가 쓰쿠바 우체국
- 국도 제50호선

## 역사
- 1928년 5월 1일: 영업 개시.
- 1974년 4월 1일: 역 무인화, 간이 위탁 개시.
- 2012년 3월 17일: 역 번호 도입.

## 인접역
| 도부 철도 이세사키 선        | 도부 철도 이세사키 선          | 도부 철도 이세사키 선      |
| ---------------------------- | ------------------------------ | -------------------------- |
| TI 11 다타라 다테바야시 방면 | ■ 구간 급행 ■ 구간 준급 ■ 보통 | 후쿠이 TI 13 이세사키 방면 |